# بلاحة بن زيان
بلاحة بن زيان (1953 - 2 مايو 2021) ممثل جزائري وكوميدي مشهور في ساحة الفكاهة الجزائرية.

## سيرة
بدأ بن زيان بلاحة، المولود في عام 1953، مسيرته الفنية بدخوله معهد التمثيل في وهران تحت إشراف قدور بن خماسة في عامي 1972 و1973. شارك في مهرجان وهران، وظهرت أولى أعماله على شاشة التلفزيون في عام 1974.
برز  في أدوار كوميدية، أشهرها "النوري" في مسلسل عاشور العاشر و"قادة جار جمعي" في جمعي فاميلي. أتقن تجسيد دور حاشية السلطان عاشور، مما عزز مكانته في الدراما الجزائرية. كما تألق على المسرح، خاصة في مسرحية التفاح من كتابة وإخراج عبد القادر علولة، التي تُعد من أبرز الأعمال المسرحية الجزائرية

## أعماله
- 1992: عايش بالهف
- 2006: ناس ملاح سيتي
- 2008 يوميات الزربوط
- 2008-2009-2011 جمعي فاميلي
- 2013-2014-2015-2016 بوضو
- 2013 دار الجيران
- 2013 فاميليا ستار
- 2013 دار البهجة
- 2014 ليزميقري
- 2015-2017-2021 السلطان عاشور العاشر
- 2017 وسع خاطرك
- 2018 الاعتراف
- 2019 رمضان فالماريكان

## وفاة
توفي يوم الأحد 2 مايو 2021 بعد معانته مع المرض. كان قد أجرى عملية جراحية على مستوى شرايين القلب بالمستشفى العسكري بولاية وهران. وقد غردت وزيرة الثقافة مليكة بن دودة معزية أهله بـ «سيبقى بلاحة علامة مضيئة في مسار الكوميديا الجزائرية».
دفن في ولاية معسكر في اليوم التالي (3 مايو 2021).